# Suécia no Festival Eurovisão da Canção 2010
A Suécia foi o nono país a confirmar a sua presença no Festival Eurovisão da Canção 2010, a 17 de Maio de 2009. Com esta participação, a Suécia realiza a sua quinquagésima participação no Festival Eurovisão da Canção. Para eleger o seu representante, a Suécia utilizará o Melodifestivalen, evento que utiliza desde a sua primeira participação no concurso. No último ano, em 2009, a Suécia conseguiu alcançar o 21º lugar (entre 25), com 33 votos.

## Melodifestivalen
No dia 2 de Junho de 2009, a televisão sueca abriu as "portas" às candidaturas por parte de todos os que estiverem interessados em representar o país em 2010, em Oslo. A data limite para a submissão de propostas é 22 de Setembro de 2009, posteriormente haverá cinco espetáculos preliminares, quatro semi-finais, uma segunda chance e por fim a grande final que determinará o representante da Suécia para o Festival Eurovisão da Canção 2010.

### Participantes
| Canção                         | Letrista (l) / Música (m) |
| ------------------------------ | --- |
| "A Place To Stay"              | Torben Hedlund (m & l) |
| "Doctor Doctor"                | Tony Nilsson (m & l), Mirja Breitholtz (m & l) |
| "Headlines"                    | Tony Nilsson (m & l), Peter Boström (m & l) |
| "Heaven And Hell"              | Håkan Larsson (m & l), Jörgen Svensson (m & l), Björn Lönnroos (m & l)                                                                                                   |
| "Hippare Hoppare"              | Vlatko Ancevski (m & l), Vlatko Gicarevski (m & l), Mats Nilsson (m & l), Teddy Paunkoski (m & l), Otis Sandsjö (m & l), Stevan Tomulevski (m & l), Douglas Léon (m & l) |
| "Human Frontier"               | Tobias Jonsson (m & l), Anneli Axelsson (m & l) |
| "Hur kan jag tro på kärleken?" | Tony Malm (m), Niclas Lundin (m), Kenneth Gärdestad (l) |
| "I Did It For Love"            | Lars "Dille" Diedricson (m), Kristian Wejshag (l) |
| "Idiot"                        | Niklas Jarl (m & l), Per Aldeheim (m & l) |
| "Innan alla ljusen brunnit ut" | Stefan Moody (m), Danne Attlerud (l) |
| "Jag vill om du vågar"         | Pontus Assarsson (m & l), Jörgen Ringqvist (m & l), Daniel Barkman (l)                                                                                                   |
| "Magisk stjärna"               | Py Bäckman (m & l), Micke Wennborn (m) |
| "Manboy"                       | Fredrik Kempe (m & l), Peter Boström (m) |
| "Manipulated"                  | Sarah Lundbäck (m & l), Iggy Strange-Dahl (m & l), Hayden Bell (m & l), Erik Lewander (m & l)                                                                            |
| "Road Salted"                  | Daniel Gildenlöw (m & l) |
| "Run"                          | Niclas Arn (m & l), Karl Eurén (m & l), Gustav Eurén (m & l) |
| "Singel"                       | Hamed K-One Pirouzpanah (m), Håkan Bäckman (l) |
| "Stop"                         | Mikaela Stenström (m & l), Dimitri Stassos (m & l) |
| "This Is My Life"              | Bobby Ljunggren (m), Kristian Lagerström (l) |
| "Thursdays"                    | Thomas G:son (m), Peter Boström (m), Sharon Vaughn (l) |
| "Tonight"                      | Sharon Vaughn (m & l), Anders Hansson (m & l) |
| "Underbart"                    | Johan Moraeus (m), Lina Eriksson (l) |
| "Unstopable"                   | Dimitri Stassos (m & l), Alexander Kronlund (m & l), Hanif Sabzevari (m & l), Ola Svensson (m & l)                                                                       |
| "We Can Work It Out"           | Bobby Ljunggren (m), Marcos Ubeda (m), Andreas Johnson (l) |
| "Yeba"                         | Tuomas (Tiny) Pyhäjärvi (m), Getty Domein Mpanzu (l) |
| "You're Making Me Hot-Hot-Hot" | Tobias Lundgren (m & l), Johan Fransson (m & l), Tim Larsson (m & l) |
| "Åt helvete för sent"          | Lina Eriksson (m & l), Mårten Eriksson (m & l), Susie Päivärinta (m & l)                                                                                                 |

### Wildcards
| Canção                | Letrista (l) / Música (m)                                                                             | Artista        | Semi-finais  | Resultadoss no semi-finais |
| --------------------- | --- | -------------- | ------------ | -------------------------- |
| "Keep On Walking"     | Salem Al Fakir (l & m)                                                                                | Salem Al Fakir | Örnsköldsvik | Final – 1º lugar           |
| "Out Of My Life"      | Henrik Janson (t & m), Tony Nilsson (t & m)                                                           | Darin          | Gotemburgo   | Final – 2º lugar           |
| "Hollow"              | Anders Hansson (m & l), Fredrik Kempe (m & l)                                                         | Peter Joback   | Malmö        | Final – 2º lugar           |
| "Sucker For Love"     | Fredrik "Fredro" Ödesjö (m), Andreas Levander (m), Johan "Jones" Wetterberg (m), Pauline Kamusewu (l) | Pauline        | Sandviken    | Andra Chansen – 4º lugar   |
| "Come And Get Me Now" | Mia Terngård (m & l), Stefan Lebert (m)                                                               | MiSt           | Sandviken    | Eliminado – 7º lugar       |

## Semi-finais

### 1º Semi-final
| # | Artista           | Canção                         | Letrista (l) / Música (m)                                                                          | Votos   | Votos   | Classificação | Resultadoss    |
| # | Artista           | Canção                         | Letrista (l) / Música (m)                                                                          | Ronda 1 | Ronda 2 | Classificação | Resultadoss    |
| - | ----------------- | ------------------------------ | -------------------------------------------------------------------------------------------------- | ------- | ------- | ------------- | -------------- |
| 1 | Ola Svensson      | "Unstoppable"                  | Dimitri Stassos (m & l), Alexander Kronlund (m & l), Hanif Sabzevari (m & l), Ola Svensson (m & l) | 44 796  | 64 601  | 2º            | Final          |
| 2 | Jenny Silver      | "A Place To Stay"              | Torben Hedlund (m & l)                                                                             | 6 970   | —       | 8º            | Eliminado      |
| 3 | Linda Pritchard   | "You're Making Me Hot-Hot-Hot" | Tobias Lundgren (m & l), Johan Fransson (m & l), Tim Larsson (m & l)                               | 27 482  | 34 609  | 5º            | Eliminado      |
| 4 | Pain of Salvation | "Road Salt"                    | Daniel Gildenlöw (m & l)                                                                           | 28 457  | 46 788  | 4º            | Andra Chansen  |
| 5 | Anders Ekborg     | "The Saviour"                  | Henrik Janson (m & l), Tony Nilsson (m & l)                                                        | 26 044  | —       | 6º            | Eliminado      |
| 6 | Jessica Andersson | "I Did It For Love"            | Lars "Dille" Diedricson (m), Kristian Wejshag (l)                                                  | 45 622  | 57 629  | 3º            | Andra Chansen  |
| 7 | Frispråkarn       | "Singel"                       | Hamed K-One Pirouzpanah (m), Håkan Bäckman (l)                                                     | 13 592  | —       | 7º            | Eliminado      |
| 8 | Salem Al Fakir    | "Keep On Walking"              | Salem Al Fakir (m & l)                                                                             | 47 047  | —       | 1º            | Final Wildcard |

### 2º Semi-final
| # | Artista                              | Canção                         | Letrista (l) / Música (m) | Votos   | Votos   | Classificação | Resultadoss            |
| # | Artista                              | Canção                         | Letrista (l) / Música (m) | Ronda 1 | Ronda 2 | Classificação | Resultadoss            |
| - | ------------------------------------ | ------------------------------ | --- | ------- | ------- | ------------- | ---------------------- |
| 1 | Eric Saade                           | "Manboy"                       | Fredrik Kempe (m & l), Peter Boström (m) | 58 005  | —       | 1º            | Final                  |
| 2 | Andra Generationen & Dogge Doggelito | "Hippare Hoppare"              | Vlatko Ancevski (m & l), Vlatko Gicarevski (m & l), Mats Nilsson (m & l), Teddy Paunkoski (m & l), Otis Sandsjö (m & l), Stevan Tomulevski (m & l), Douglas Léon (m & l) | 18 411  | —       | 6º            | Eliminado              |
| 3 | Anna-Maria Espinosa                  | "Innan alla ljusen brunnit ut" | Stefan Woody (m), Danne Attlerud (l) | 6 155   | —       | 8º            | Eliminado              |
| 4 | MiSt & Highlights                    | "Come And Get Me Now"          | Mia Terngård (m & l), Stefan Lebert (m) | 10 978  | —       | 7º            | Eliminado Web Wildcard |
| 5 | Pauline                              | "Sucker For Love"              | Fredrik "Fredro" Ödesjö (m), Andreas Levander (m), Johan "Jones" Wetterberg (m), Pauline Kamusewu (l)                                                                    | 37 478  | 53 604  | 4º            | Andra Chansen Wildcard |
| 6 | Andreas Johnson                      | "We Can Work It Out"           | Bobby Ljunggren (m), Marcos Ubeda (m), Andreas Johnson (l) | 43 794  | 66 794  | 2º            | Final                  |
| 7 | Kalle Moraeus & Orsa Spelmän         | "Underbart"                    | Lina Eriksson (l), Johan Moraeus (m) | 54 912  | 57 063  | 3º            | Andra Chansen          |
| 8 | Hanna Lindblad                       | "Manipulated"                  | Sarah Lundbäck (m & l), Iggy Strange-Dahl (m & l), Hayden Bell (m & l), Erik Lewander (m & l)                                                                            | 22 504  | 27 287  | 5º            | Eliminado              |

### 3º Semi-final
| # | Artista             | Canção                       | Letrista (l) / Música (m)                                              | Votos   | Votos   | Classificação | Resultadoss    |
| # | Artista             | Canção                       | Letrista (l) / Música (m)                                              | Ronda 1 | Ronda 2 | Classificação | Resultadoss    |
| - | ------------------- | ---------------------------- | ---------------------------------------------------------------------- | ------- | ------- | ------------- | -------------- |
| 1 | Alcazar             | "Headlines"                  | Tony Nilsson (m & l), Peter Boström (m & l)                            | 31 978  | 40 234  | 4º            | Andra Chansen  |
| 2 | Johannes Bah Kuhnke | "Tonight"                    | Sharon Vaughn (m & l), Anders Hansson (m & l)                          | 6 201   | —       | 8º            | Eliminado      |
| 3 | Elin Lanto          | "Doctor Doctor"              | Tony Nilsson (m & l), Mirja Breitholtz (m & l)                         | 16 491  | —       | 7º            | Eliminado      |
| 4 | Erik Linder         | "Hur kan jag tro på kärlek?" | Kenneth Gärdestad (l), Tony Malm (m), Niclas Lundin (m)                | 22 327  | 28 482  | 5º            | Eliminado      |
| 5 | Getty Domein        | "Yeba"                       | Getty Domein Mpanzu (l), Tuomas (Tiny) Pyhäjärvi (m)                   | 16 572  | —       | 6º            | Eliminado      |
| 6 | Timoteij            | "Kom"                        | Niclas Arn (m & l), Karl Eurén (m & l), Gustav Eurén (m & l)           | 65 762  | —       | 1º            | Final          |
| 7 | Darin               | "You're Out Of My Life"      | Henrik Janson (m & l), Tony Nilsson (m & l)                            | 63 144  | 113 593 | 2º            | Final Wildcard |
| 8 | Crucified Barbara   | "Heaven Or Hell"             | Håkan Larsson (m & l), Jörgen Svensson (m & l), Björn Lönnroos (m & l) | 51 179  | 61 923  | 3º            | Andra Chansen  |

### 4º Semi-final
| # | Artista           | Canção                 | Letrista (l) / Música (m)                                              | Votos   | Votos   | Classificação | Resultadoss    |
| # | Artista           | Canção                 | Letrista (l) / Música (m)                                              | Ronda 1 | Ronda 2 | Classificação | Resultadoss    |
| - | ----------------- | ---------------------- | ---------------------------------------------------------------------- | ------- | ------- | ------------- | -------------- |
| 1 | Sibel             | "Stop"                 | Mikaela Stenström (m & l), Dimitri Stassos (m & l)                     | 16 513  | —       | 7º            | Eliminado      |
| 2 | Py Bäckman        | "Magisk Stjärna"       | Micke Wennborn (m), Py Bäckman (m & l)                                 | 3 822   | —       | 8º            | Eliminado      |
| 3 | Neo               | "Human Frontier"       | Tobias Jonsson (m & l), Anneli Axelsson (m & l)                        | 25 772  | 31 110  | 4º            | Andra Chansen  |
| 4 | Lovestoned        | "Thursdays"            | Thomas G:son (m), Peter Boström (m), Sharon Vaughn (l)                 | 25 070  | —       | 6º            | Eliminado      |
| 5 | Anna Bergendahl   | "This Is My Life"      | Kristian Lagerström (l), Bobby Ljunggren (m)                           | 52 838  | —       | 1º            | Final          |
| 6 | Pernilla Wahlgren | "Jag vill om du vågar" | Pontus Assarsson (m & l), Jörgen Ringqvist (m & l), Daniel Barkman (l) | 36 138  | 42 439  | 3º            | Andra Chansen  |
| 7 | Noll disciplin    | "Idiot"                | Niklas Jarl (m & l), Per Aldeheim (m & l)                              | 27 504  | 26 082  | 5º            | Eliminado      |
| 8 | Peter Jöback      | "Hollow"               | Anders Hansson (m & l), Fredrik Kempe (m & l)                          | 49 464  | 61 099  | 2º            | Final Wildcard |